# 巴西線小鱂
巴西線小鱂，為輻鰭魚綱鯉齒目鰕鱂亞目溪鱂科的其中一種，為熱帶淡水魚，分布於南美洲巴西 Laguna de Maricá及Laguna de Saquarema流域，體長可達7公分，棲息在泥底質的季節性水塘、氾濫區，生活習性不明。

## 擴展閱讀
維基物種上的相關：巴西線小鱂